# Liste d'attractions du parc national de Yosemite
Une liste de points d'intérêt et attractions du parc national de Yosemite incluant des chemins de randonnée.

## Chemins de randonnée
Les chemins de randonnée populaires comprennent :

### Proches de la vallée

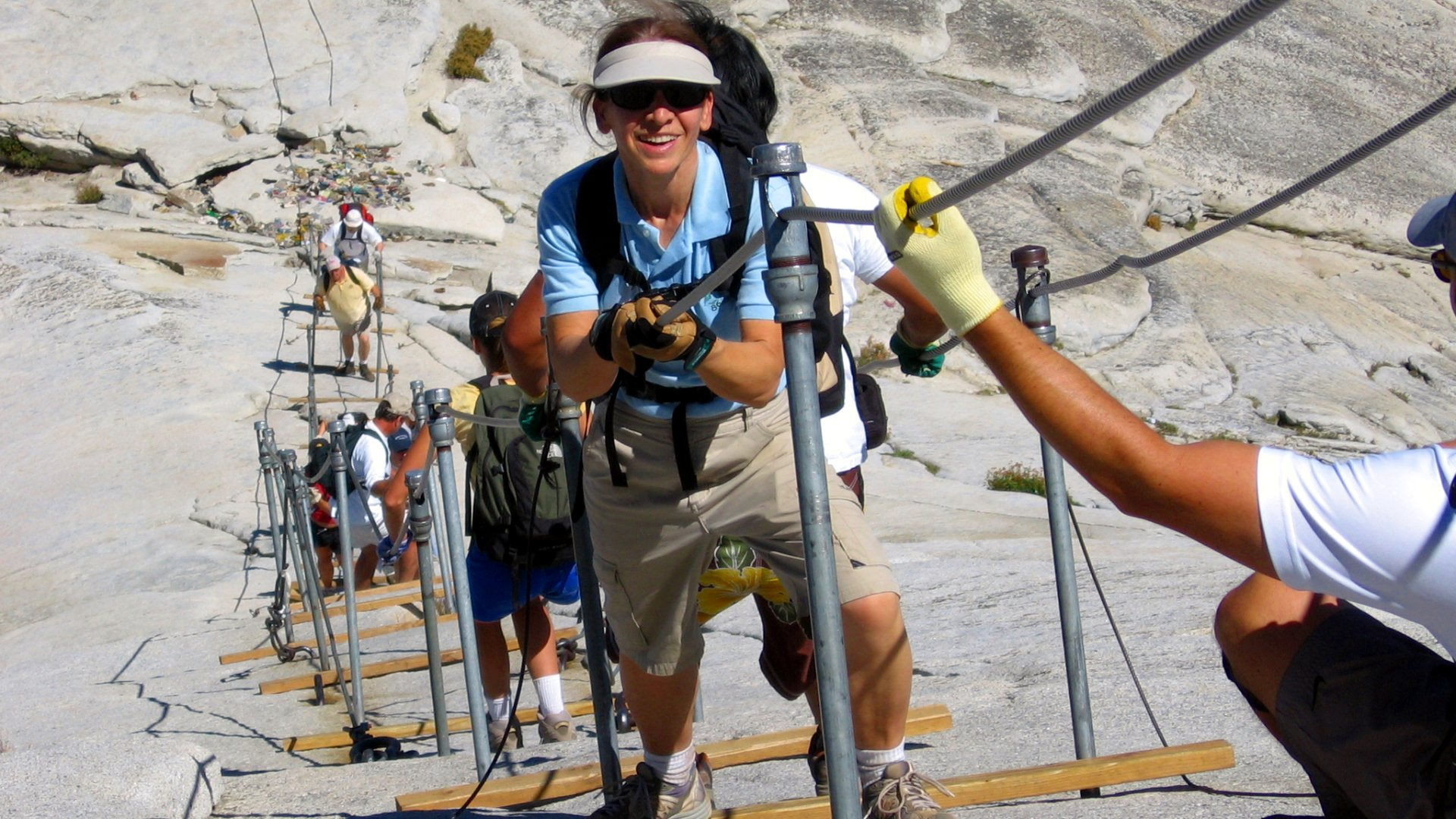
Chemin de randonnée de Half Dome

- Yosemite Falls
- Chute du Voile de la Mariée
- Lac Mirror
- Mist Trail
- Half Dome

### Proches de Glacier Point
- Panorama Trail de Glacier Point
- McGurk Meadow
- Ostrander Lake
- Mono Meadow
- Taft Point
- Sentinel Dome

### Proches de Wawona
- Chutes Chilnualna
- Alder Creek
- Mariposa Grove

### Autres

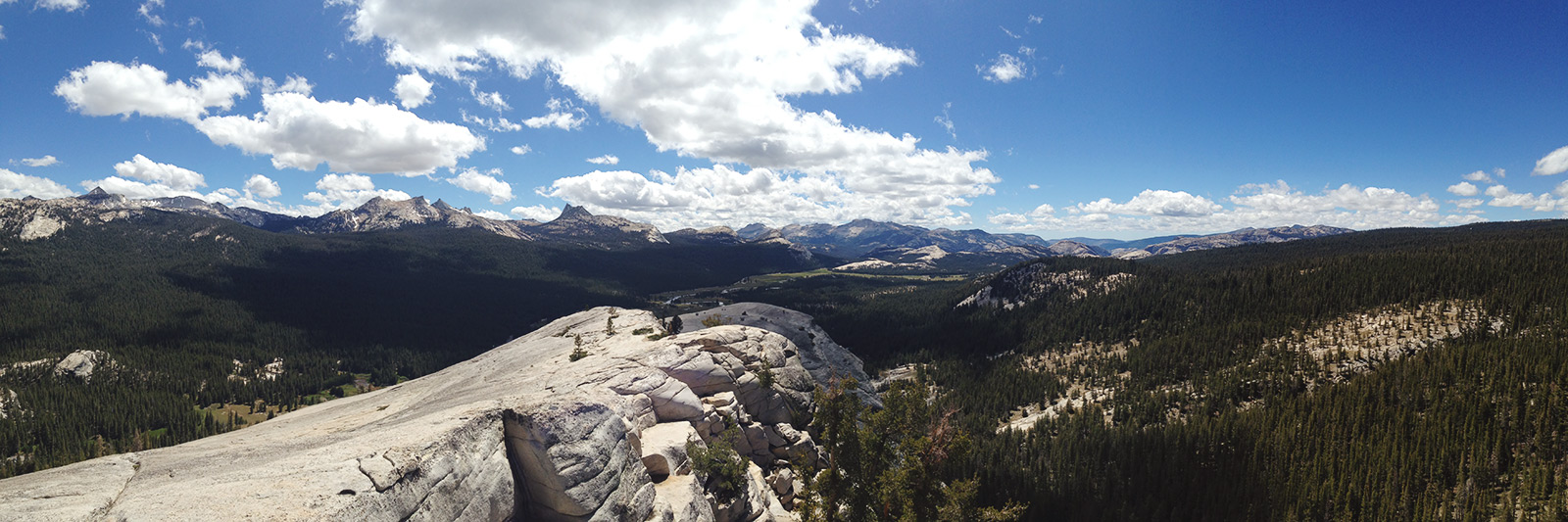
Vue depuis le sommet de Lembert Dome

- Wapama Falls
- Rancheria Falls
- Soda Springs
- Lac Dog
- Lembert Dome
- Glen Aulin
- Elizabeth Lake
- Cathedral Lakes
- John Muir Trail
- Col Mono
- Gaylor Lakes
- Vogelsang Pass
- Lake Vernon trail

## À voir
D'autres points d'intérêt du parc national de Yosemite comprennent :

### Formations rocheuses

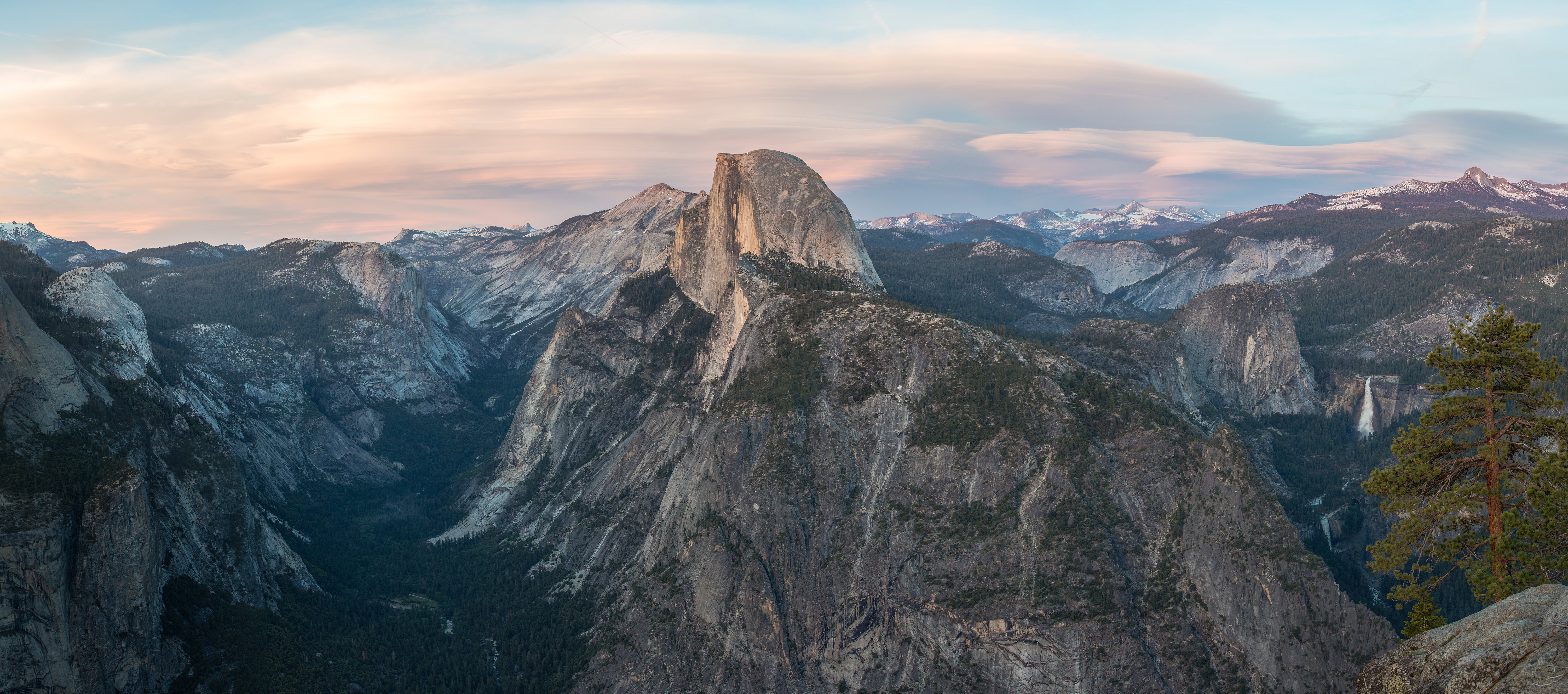
Vue depuis Glacier Point

- Half Dome
- El Capitan
- Cathedral Rocks
- The Three Brothers
- Sentinel Rock
- Yosemite Point
- Glacier Point
- Liberty Cap
- Kolana Rock
- Hetch Hetchy Dome
- Clouds Rest

### Séquoias géants
Des bosquets de séquoias se trouvent :
- Mariposa Grove
- Tuolumne Grove
- Merced Grove

### Panoramas
- Glacier Point
- Olmsted Point
- Tunnel View
- El Portal View
- O'Shaughnessy Dam
- Cascade View
- Pothole Dome
- Lembert Dome

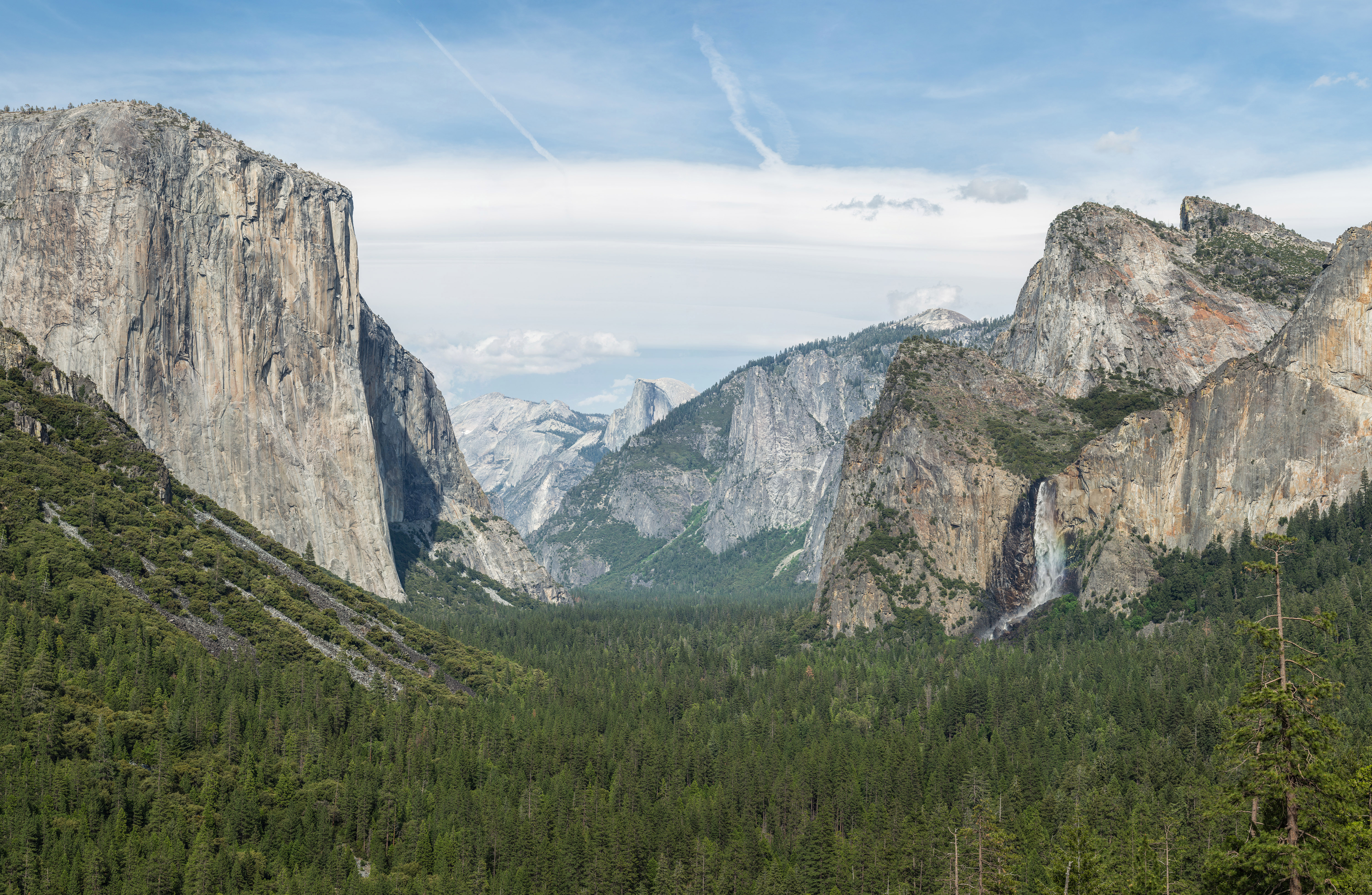
Tunnel View

- Yosemite Valley possède de nombreux panoramas